# Demokratisches Israel (Partei)
Demokratisches Israel (hebräisch: ישראל דמוקרטית, Yisrael Demokratit) ist eine politische Partei in Israel, die 2019 von Ehud Barak gegründet wurde.

## Geschichte
Ehud Barak, ehemaliger Ministerpräsident und Verteidigungsminister Israels, kündigte am 26. Juni 2019 auf einer Pressekonferenz zusammen mit dem ehemaligen General Jair Golan, der Juraprofessorin Yifat Biton und dem Unternehmer Kobi Richter die Gründung einer neuen Partei an, die an der Parlamentswahl im September teilnehmen werde.
Ende Juli schloss sich die Partei mit Meretz zum Wahlbündnis Demokratische Union zusammen. Ehud Barak trat, obwohl er einer der führenden Köpfe des Bündnisses ist, auf eigenen Wunsch nur auf Platz zehn der gemeinsamen Wahlliste an.
Die Demokratische Union gewann fünf Parlamentsmandate. Jair Golan zog als einziger Abgeordneter für Demokratisches Israel in die Knesset ein.